# Ma Pau Sports Club
Le Ma Pau Sports Club était un club trinidadien de football basé à Port of Spain dans le quartier Ouest de la ville, à Woodbrook.

## Histoire
Le club est fondé en 2007.
Le club évolue en première division (TT Pro League) pendant trois saisons, en 2008, 2009, et enfin lors de la saison 2010-2011. Il se classe 5e du championnat à deux reprises, en 2009 et 2011.
Le club est dissous en 2011.

## Anciens joueurs
- Akeno Morgan
- Shandel Samuel
- Cornell Glen
- Akhel Fairbain
- Lorne Joseph
- Anthony Marshall